# Lavanga
Il quartiere Lavanga è uno dei quartieri della città di Avigliano, situato nella provincia di Potenza, in Basilicata.

## Storia
Antica dimora momentanea del  normanno Roberto il Guiscardo nell'anno 1059, si racconta della frana che travolse rovinosamente nel 1659 parte della frazione. La città venne ricostruita e "Lavagna" fu il nome del nuovo quartiere edificato in quell'occasione; all'epoca si poteva osservare la porta del Forno venne successivamente demolita e sostituita dalla porta di Santa Lucia. Anche il palazzo Morlino, costruzione che risale al settecentesco venne demolita.

## Monumenti e luoghi d'interesse
Fra i luoghi da visitare:
- Palazzo Stolfi, edificio ricostruito con tutto il portale settecentesco.
- Convento dei Padri Domenicani
- Chiesa della S.S. Annunziata.
- Palazzo della Società Operaia di Mutuo Soccorso, fondata nel 1874